# Maitee Hatsady
Maitee Hatsady (6 ottobre 1998) è un ex calciatore laotiano, di ruolo centrocampista.

## Carriera

### Club
Nel 2015 firma un contratto per il Lao Toyota, squadra del campionato laotiano.

### Nazionale
Debutta in nazionale il 29 maggio 2015, nell'amichevole Laos-Nepal.